# Pierdomenico Perata
Pierdomenico Perata (Genova, 24 marzo 1962) è un fisiologo italiano che si occupa di fisiologia vegetale e biologia delle piante.
Dal 2013 al 2019 è stato rettore della Scuola Superiore Sant’Anna. È membro dell'Accademia dei Georgofili e socio dell'Accademia Nazionale delle Scienze detta dei XL.

## Biografia
Consegue la laurea in Scienze Agrarie presso l'Università di Pisa, nonché la licenza in Scienze Agrarie presso la Scuola Superiore Sant’Anna e il dottorato di ricerca in Biologia Agraria presso l'Università di Pisa. 
Dopo esperienze di ricerca all'estero, in particolare presso la Università di Nagoya in Giappone, diventa ricercatore di Fisiologia Vegetale presso l'Università di Pisa e in seguito professore associato presso l'Università di Bari. 
Diviene professore ordinario all'Università di Modena e Reggio Emilia, dove dal 2003 al 2004 è vicepreside della Facoltà di Scienze Agrarie.
Nel 2004 ritorna alla Scuola Superiore Sant’Anna come professore ordinario di Fisiologia Vegetale, e nel 2010 diviene preside della Classe di Scienze Sperimentali della detta Scuola. Infine, dopo le dimissioni di Maria Chiara Carrozza (eletta alla Camera dei Deputati), viene eletto rettore nel maggio 2013, carica che mantiene fino al 2019.

## Attività di ricerca
L'attività scientifica di Pierdomenico Perata è focalizzata sulla Fisiologia delle piante, con un approccio che si basa soprattutto sulla biologia molecolare.
Tra i principali contributi allo sviluppo delle conoscenze nel settore vi è l'ipotesi, poi dimostrata sperimentalmente, che il metabolismo dell'amido sia snodo metabolico essenziale per la tolleranza delle piante alla ipossia. Perata contribuisce inoltre alla scoperta, sempre nell'ambito dell'ipossia delle piante, del sensore dell'ossigeno nei vegetali; nonché quella del cross-talk tra ormoni vegetali e segnali metabolici.